# Решит хохма

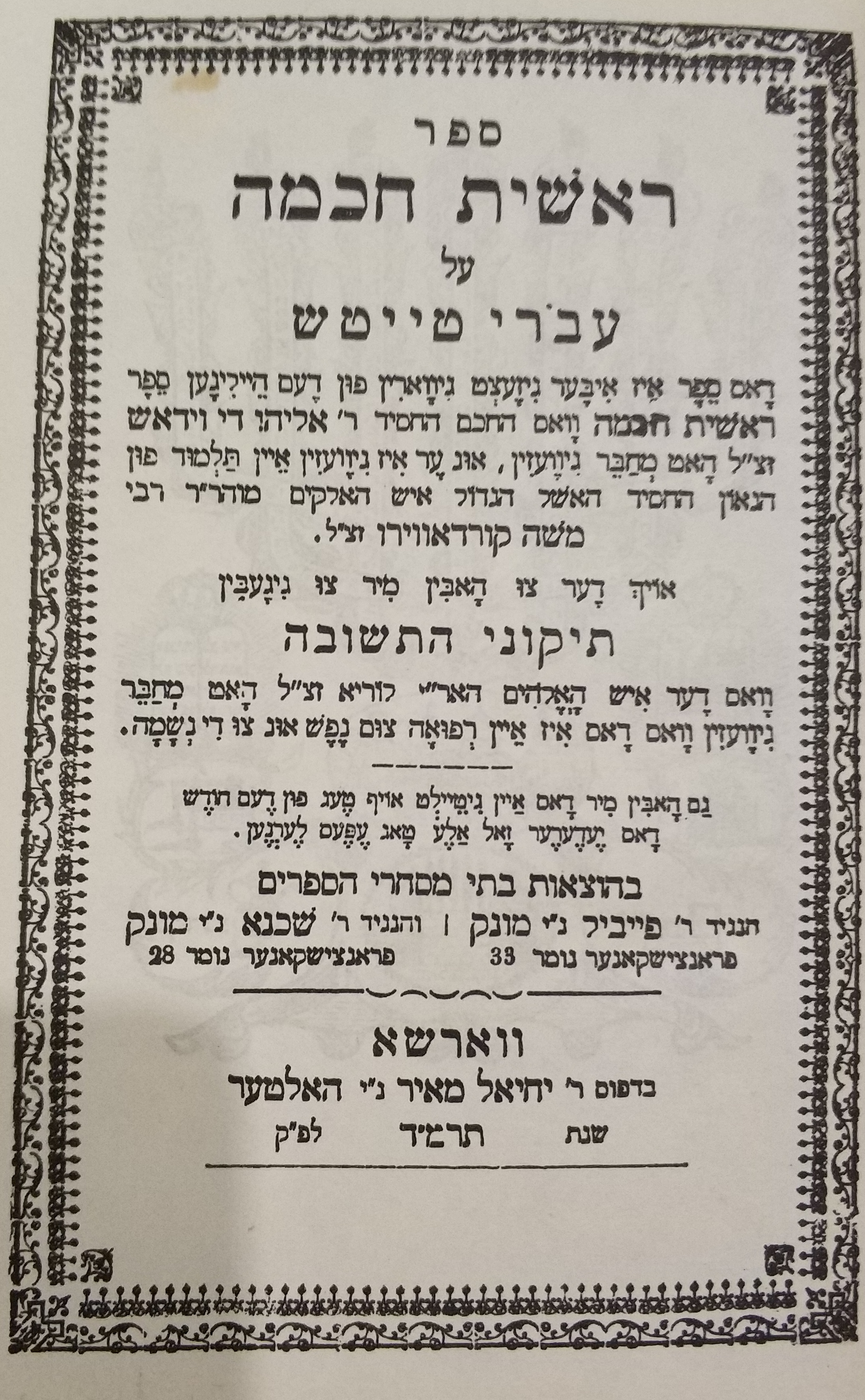
Издания 1884 года в Варшаве

«Реши́т хохма́» (ивр. ראשית חכמה‎ — «начало мудрости») — нравоучительная (мусар) книга каббалы, составленная в XVI веке раввином Элиёй де Видасом, учеником Моше Кордоверо.
Книга основана на изречениях из Зогар, Мидрашах и Талмуда. Название взято из стиха в Техилим (Пс. 110:10 «Начало мудрости — страх Господень…»). Книга получила широкое распространение в Восточной Европе.

## Содержание
Книга разделена на пять частей (врат), которые раскрывают добродетели, над которыми человек должен работать, а именно:
- часть 1 «Врата трепета» (включает введение и 15 глав) — о богобоязненности,
- часть 2 «Врата любви» — о любви к Богу,
- часть 3 «Врата раскаяния» — о раскаянии,
- часть 4 «Врата святости» — о святости,
- часть 5 «Врата смирения» — о смирении.

В конце книги автор скопировал пять глав из книги «Менорат ха-маор» раввина Исраэля Анкавы. Впервые книга была издана в Венеции в 1578 году и издавалась более 50 раз, кроме того были изданы различные адаптации, сокращённые издания и переводы на идиш и испанский язык, которые стали очень популярными.